# Pleuronectes ferrugineus
Pleuronectes ferrugineus é uma espécie de peixe da família Pleuronectidae.
Pode ser encontrada nos seguintes países: Canadá e nos Estados Unidos da América.
Esse peixe possui ambos os olhos de um lado da cabeça e barbatanas peitorais.

## Conservação
Os declínios nesta espécie foram atribuídos a uma variedade de estressores, incluindo sobrepesca, impactos das mudanças climáticas e aumento da mortalidade devido à predação e parasitas.